# Lada Riva
O Riva foi um modelo da Lada produzido com base no pequeno sedã Fiat 124.
Foi introduzido no mercado em 1980 sob licença da Fiat e encerrou sua produção no primeiro semestre de 2012. Chegou a ser exportado para vários outros países do globo, incluindo o Brasil, onde começou a ser importado no início da década de 1990 sob o nome Lada Laika, nas versões sedã e perua.
Até hoje é possível encontrar nesses países vários exemplares desses automóveis ainda rodando, peças e mesmo algumas fábricas  da Lada voltadas para a produção desse automóvel.
Os VAZ-2105, VAZ-2104 e VAZ-2107 (coletivamente conhecidos como Lada Riva no Reino Unido e Lada Nova em grande parte da Europa continental) são uma série de carros compactos da marca Zhiguli construídos pela montadora russa AvtoVAZ, introduzida em 1980, na União Soviética, e progressivamente em outros mercados europeus, até o início dos anos 80, e vendidos nas versões sedã e station wagon. Os carros da AvtoVAZ são atualmente marcados como Lada.
Hoje eles são geralmente referidos como a série Lada Classic, sendo derivada da plataforma Fiat 124 original, que tem sido a base agora icônica da linha AvtoVAZ desde a fundação da empresa no final dos anos 60. A produção na Rússia terminou entre 2010 e 2012, no entanto, o Lada 2107 permaneceu em produção no Egito até 2015.
É o quinto carro mais vendido do mundo, atrás apenas do Toyota Corolla, Ford F-Series, Volkswagen Golf e Volkswagen Beetle (Fusca no Brasil) além de ser também a terceira plataforma mais vendida de automóveis depois do Volkswagen Beetle e do Ford Model T, e uma das plataformas com mais tempo de produção ao lado do Volkswagen Beetle (Fusca, no Brasil), do Hindustan Ambassador (Índia, 1958-2014) e do Volkswagen Type 2 (Kombi). Uma curiosidade, a ignição fica do lado esquerdo do volante, pois era uma facilidade para o mecânico dar partida no veículo enquanto consertava o motor.